# Gus Caesar
Pour les articles homonymes, voir Caesar.
Augustus Cassius « Gus » Caesar (né le 5 mars 1966) est un footballeur anglais.

## Arsenal
Né à Tottenham, Caesar rejoint Arsenal en août 1982. Il devient professionnel en février 1984. Au début de sa carrière, il se blesse gravement à la cheville, il peut cependant démontrer ses talents d'abord dans l'équipe des jeunes en tant que défenseur. Le 21 décembre 1985, il fait ses débuts avec l'équipe première à Old Trafford contre Manchester United, un match remporté 1-0 par les visiteurs. 
Les mois suivants Casear continue à évoluer dans l'équipe première mais reste remplaçant. Il joue souvent les dernières minutes des rencontres ce qui lui vaut le surnom de "l'homme des cinq dernières minutes". Cependant il brille assez pour être appelé chez les espoirs anglais en 1987.
Lors de la saison 1987-88, Viv Anderson se blesse ce qui permet à Gus Caesar d'augmenter son temps de jeu. Cette saison-là il joue 25 matchs. 
Son plus mauvais match reste la finale de la League Cup 1988 contre Luton Town à Wembley. A 10 minutes de la fin Arsenal menait 2-1, et à 7 minutes de la fin, Casear rata un dégagement dans sa propre surface de réparation ce qui permit à Luton de revenir au score avant de marquer un troisième but à la dernière minute de la rencontre. 
Après ce match le séjour de Gus Caesar à Arsenal prit naturellement fin. George Graham le laissa un bon moment sur le banc sauf pour cinq petits matchs en deux saisons. Il devint impopulaire aux yeux des fans et reste encore aujourd'hui un mauvais souvenir pour ceux-ci.

## Fin de carrière
Gus Caesar aura joué 50 matchs pour Arsenal en cinq ans au club. Il quitta le club en 1991 après un prêt à Queens Park Rangers. Il joua pour de nombreux clubs avant de s'arrêter à Colchester United où il retrouva la forme et gagna la confiance des fans du club. 
Caesar finit sa carrière à Hong Kong. Depuis sa retraite en 2001, il a joué de nombreux « Football Masters » en Asie de l'Est avec d'autres footballeurs retraités.